# جيفرسون ديوكي
جيفرسون ديوكي (بالإسبانية: Jefferson Duque) (17 مايو 1987 بميديلين في كولومبيا - ) هو لاعب كرة قدم كولومبي في مركز الهجوم. لعب مع أتلتيكو ناسيونال ونادي أطلس ونادي ليونيس وديبورتيفو بيريرا وأتلتيكو كالي.

## وصلات خارجية
- جيفرسون ديوكي على موقع قاعدة بيانات كرة القدم.إي يو (الإنجليزية)
- جيفرسون ديوكي على موقع Soccerway.com (الإنجليزية)
- جيفرسون ديوكي على موقع AS.com (الإسبانية)